# Театральные ворота
|  |  |

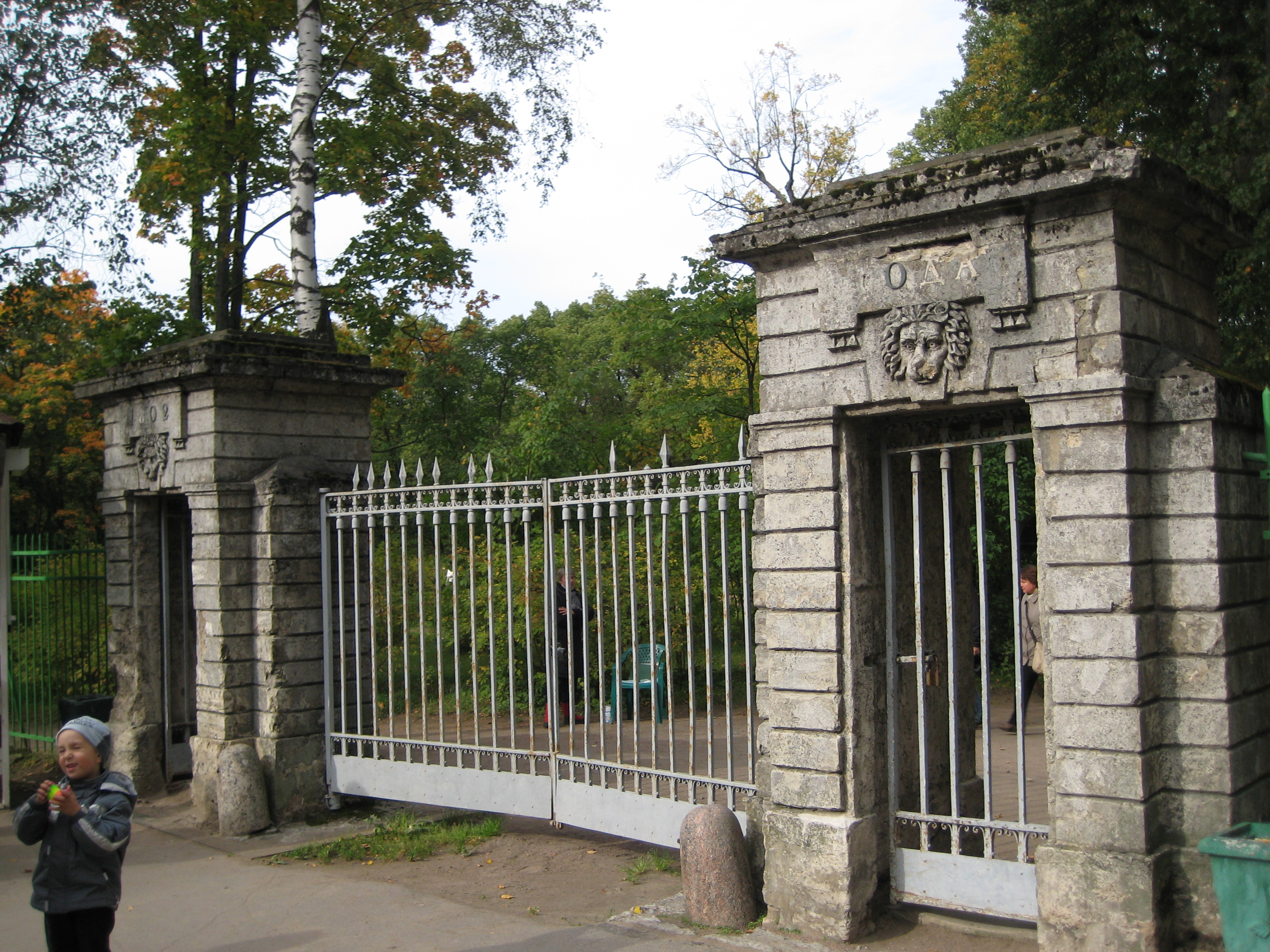
2012 год

Театральные ворота — памятник архитектуры. Расположен на Парадном поле Павловского парка со стороны Садовой улицы. Ворота получили название из-за стоявшего поблизости в 1783—1856 годах деревянного театра.
Ворота были сооружены в 1802 году при перепланировке Парадного поля и окрестностей, они оформляют вход в парк. На чертеже нет подписи автора, но по манере исполнения принято считать автором Винченцо Бренну. Также существует версия, что ворота получили своё название по «Воздушному театру», построенному в 1811 году А. Н. Воронихиным, который ранее соорудил и ворота.
Ворота — два прямоугольных пилона, построенных из рустованного известкового туфа. Между ними сделаны железные кованые створки из копий, которые сверху и снизу скреплены поперечными брусками. В пилонах сделаны калитки, их замковые камни украшены львиными масками, на левом пилоне стоит дата сооружения, «1802», на правом — надпись «года». Каждый пилон венчает скульптурная композиция с военной арматурой.
Простая решётка ворот схожа с воротами Государственного банка и воротами в Гатчине.
Отмечается пышность, грузность, чрезмерность выразительных средств ворот при скромности стоящей перед ними задачи.
Военные трофеи, исполненные лепщиком М. Волиным, цифры и створки ворот были утрачены в начале XX века, в Великую Отечественную войну ворота были повреждены. Реставрация по исходному чертежу прошла в начале 1970-х годов (до 1972 года) под руководством А. А. Кедринского. Военные трофеи вновь разрушились к 2010-м годам, последняя реставрация была проведена в 2014 году.